# Mszycowate
Mszycowate (Aphididae) – rodzina owadów z rzędu pluskwiaków i nadrodziny mszyc, licząca około 2000 gatunków.
Mszycowate posiadają dobrze rozwinięte czułki i syfony. Są to owady przeważnie jednodomne i monofagiczne.
Do rodziny tej należą 24 podrodziny:

- Aiceoninae
- Anoeciinae – zrostkowate
- Aphidinae
- Baltichaitophorinae
- Calaphidinae
- Chaitophorinae – włochatkowate
- Drepanosiphinae
- Eriosomatinae
- Greenideinae
- Hormaphidinae – tarczownicowate
- Israelaphidinae
- Lachninae – miodownicowate
- Lizeriinae
- Macropodaphidinae
- Mindarinae
- Neophyllaphidinae
- †Palaeosiphoninae
- Phloeomyzinae
- Phyllaphidinae – zdobniczkowate
- Pterastheniinae
- Saltusaphidinae
- Spicaphidinae
- Taiwanaphidinae
- Tamaliinae
- Thelaxinae

Ponadto następujące rodzaje wymarłe pozostają niezaklasyfikowane do żadnej z podrodzin: Aixaphis, Americaphis, Balticaphis, Balticomaraphis, Cretacallis, Electromyzus, Eocallites, Eomakrosoura, Fushuncallites, Huaxiacallites, Larssonaphis, Leptocallites, Lyncuricallis, Megalomytisites, Nevaphis, Oligocallis, Polychaitocallis, Sternaphis.